# Cantarranas, Hidalgo
Cantarranas är en ort i Mexiko.   Den ligger i kommunen Huehuetla och delstaten Hidalgo, i den sydöstra delen av landet, 160 km nordost om huvudstaden Mexico City. Cantarranas ligger 782 meter över havet och antalet invånare är 342.
Terrängen runt Cantarranas är huvudsakligen kuperad, men västerut är den bergig. Runt Cantarranas är det ganska tätbefolkat, med 192 invånare per kvadratkilometer. Närmaste större samhälle är Huehuetla, 2,3 km norr om Cantarranas. Omgivningarna runt Cantarranas är en mosaik av jordbruksmark och naturlig växtlighet.